# Marcus Arrecinus Gemellus
Marcus Arrecinus Gemellus war ein im 1. Jahrhundert n. Chr. lebender Angehöriger des römischen Ritterstandes (Eques).
Durch drei Militärdiplome, die auf den 27. Oktober 90 datiert sind, ist belegt, dass Gemellus im Jahr 90 Kommandeur der Cohors I Aquitanorum war, die zu diesem Zeitpunkt in der Provinz Germania superior stationiert war. Er stammte wahrscheinlich aus Pisaurum, dem heutigen Pesaro. Möglicherweise bestand ein familiärer Zusammenhang mit der Familie von Marcus Arrecinus Clemens.